# 领空

领空（英語：Airspace）是指主权国家领陆和領海上空的空气空间，国家领土的组成部分。根據國際法、《巴黎航空公约》和《国际民用航空公约》规定，一個國家“对其领土上空的空域擁有完全和排他的绝对主权。 ，這與領海的海域定義相對應，即距離一個國家海岸線12海浬（22.2公里）。不在任何國家領土範圍內的空域被視為國際空域，類似於海事法中的 「公海」。
領空不包括，國際上對於領空的最大高度未有一致意見。國際航空聯合會以100公里高度作為地球大氣層與外層空間的分界，稱為卡門線，美國空軍和美國太空總署對於外太空的定義則為海拔80公里（50英里），由於尚未產生出獲得各界共識的定義，使得這些定義目前不具法律約束力。
然而，根據國際協議，一個國家可以承擔控制部分國際空域的責任，例如海洋上空的空域。由國際民航組織（ICAO）負責運作控制的此類空域稱為飛行情報區（FIR）。對於沿海國家而言，飛行情報區由其陸地和海域上方的空域以及國際民航組織指定給該國負責的任何國際空域組成。
例如，美國在太平洋的大部分地區提供空中交通管制服務，儘管該空域是國際空域。